# Jürgen Rieger
Jürgen Rieger, född 11 maj 1946 i Blexen, Nordenham, Niedersachsen, död 29 oktober 2009 i Berlin, var en tysk advokat i Hamburg, under lång tid bosatt på Sveneby säteri sydväst om Töreboda. Hösten 2003 köpte högerextremisten Klas Lund ett torp i dess omedelbara närhet. Rieger gjorde sig känd som rättsligt ombud för flera historierevisionister inför tysk domstol. Rieger var vid sin död vice ordförande för Tysklands nationaldemokratiska parti.